# إلى الخريف
إلى الخريف (بالإنجليزية: To Autumn) هي قصيدة كتبها الشاعر الرومانسي الإنجليزي جون كيتس (31 أكتوبر 1795 - 23 فبراير 1821). تم تأليف العمل في 19 سبتمبر 1819 ونشر في عام 1820 في مجلد من شعر كيتس تضمّن قصيدتي «عشية القديس أغنيس» و«لمياء».
«إلى الخريف» هو العمل الأخير في مجموعة قصائد تعرف باسم «قصائد جون كيتس 1819». على الرغم من أن المشاكل الشخصية لم تترك له سوى القليل من الوقت للتفرغ للشعر في عام 1819، إلا أنه ألّف القصيدة بعد نزهة قام بها بالقرب من وينشستر في إحدى الأمسيات الخريفية. يمثل العمل نهاية مسيرته الشعرية، حيث كان بحاجة لكسب المال ولم يعد بإمكانه تكريس نفسه لأسلوب حياة شاعر. بعد أكثر من عام بقليل من نشر القصيدة، توفي كيتس في روما.
تحتوي القصيدة على ثلاثة مقاطع من أحد عشر سطرًا تصف التقدم خلال الموسم، من النضج المتأخر للمحاصيل إلى الحصاد وحتى آخر أيام الخريف عندما يقترب الشتاء. 
تم تفسير العمل على أنه تأمُّلٌ في الموت؛ باعتباره تمثيلاً للخلق الفني؛ وكردّ فعل من كيتس تُجاه مذبحة بيترلو التي وقعت في العام نفسه؛ وأيضا كتعبير عن المشاعر القومية. تعتبر واحدة من أكثر القصائد الغنائية الإنجليزية أنثولوجية، فقد عدّها النقاد واحدة من أكثر القصائد القصيرة مثالية في اللغة الإنجليزية.

## خلفية

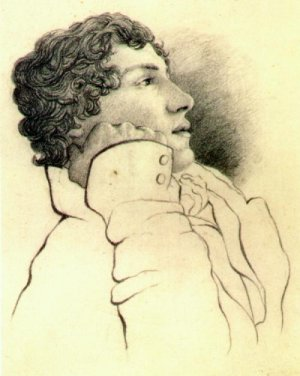
رسم تخطيطي لكيتس بواسطة تشارلز براون، في أغسطس 1819، قبل شهر واحد من تأليف قصيدة "إلى الخريف"

خلال ربيع عام 1819، كتب كيتس العديد من قصائده الرئيسية: «قصيدة على جرة إغريقية»، «قصيدة على الكسل»، «قصيدة الكآبة»، «نشيد العندليب»، «قصيدة للنفسية». بعد شهر مايو، بدأ في متابعة أشكال أخرى من الشعر، بما في ذلك المأساة الشعرية أوتو الكبير بالتعاون مع صديقه وزميله في السكن تشارلز براون، والنصف الثاني من لمياء، والعودة إلى ملحمة هايبريون غير المكتملة. كانت جهوده من الربيع حتى الخريف مكرسة بالكامل للشعر، بالتناوب بين كتابة القصائد الطويلة والقصيرة، ووضع لنفسه هدفًا لتأليف أكثر من خمسين سطراً من الشعر كل يوم. في أوقات فراغه كان يقرأ أيضًا أعمالًا متنوعة مثل «تشريح الملنخوليا» للكاتب روبرت بيرتون، وشعر توماس تشاتيرتون، ومقالات جيمس هنت.
على الرغم من تمكّن كيتس من كتابة العديد من القصائد في عام 1819، إلا أنه كان يعاني من العديد من المشاكل المالية على مدار العام، بما في ذلك المخاوف بشأن شقيقه جورج، الذي كان بعد الهجرة إلى أمريكا، في حاجة ماسة إلى المال. وعلى الرغم من هذه الإلهاءات، وجد كيتس في 19 سبتمبر 1819 وقتًا لكتابة «إلى الخريف». تُمثّل القصيدة اللحظة الأخيرة في حياته المهنية كشاعر. لم يعد قادرًا على تحمّل تكريس وقته لتأليف القصائد، حيث بدأ العمل في مشاريع مربحة أكثر. كما شكّلت حالته الصحية المتدهورة حاجزاً أمام جهوده الشعرية.

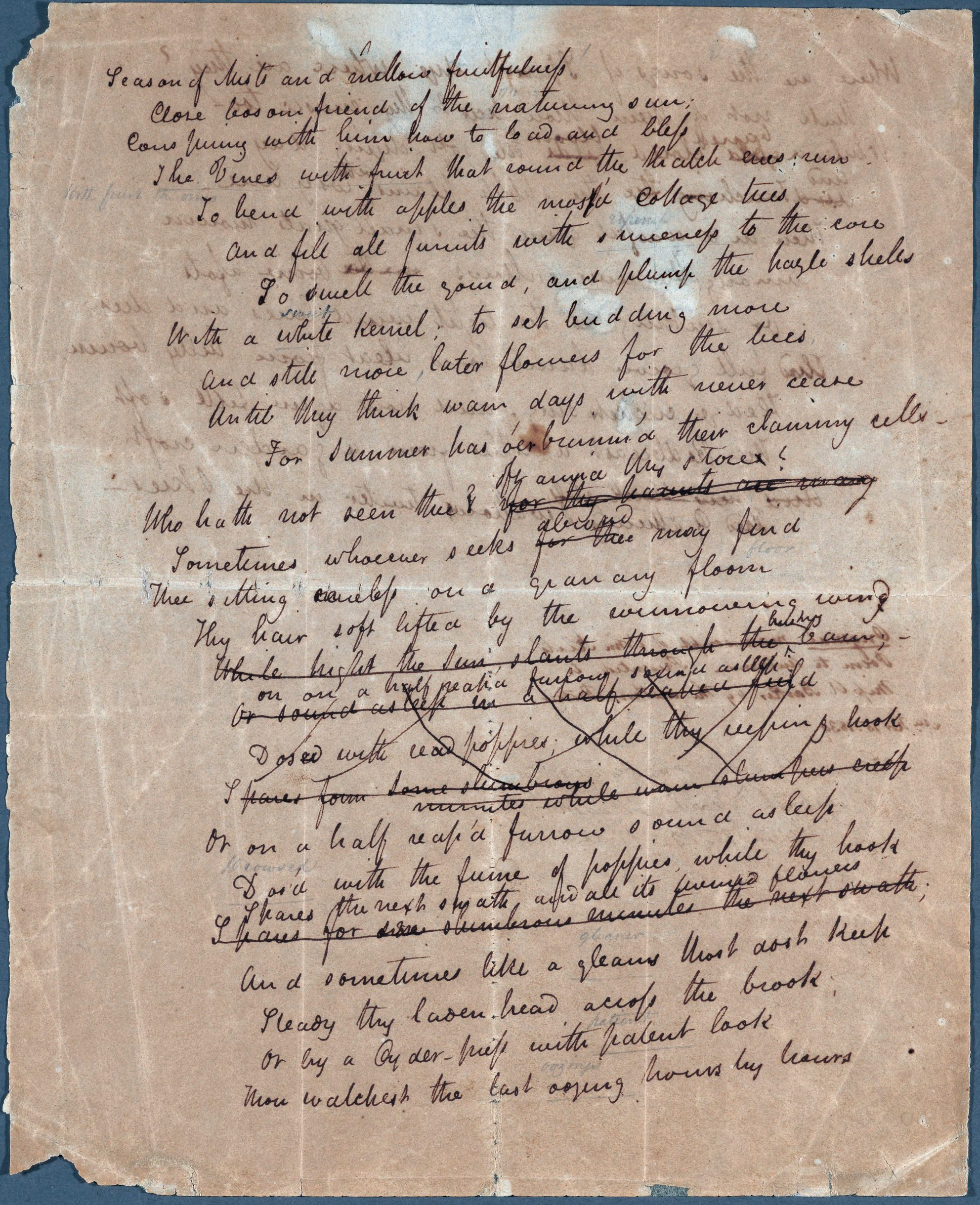
نسخة مخطوطة من الصفحة الأولى للقصيدة

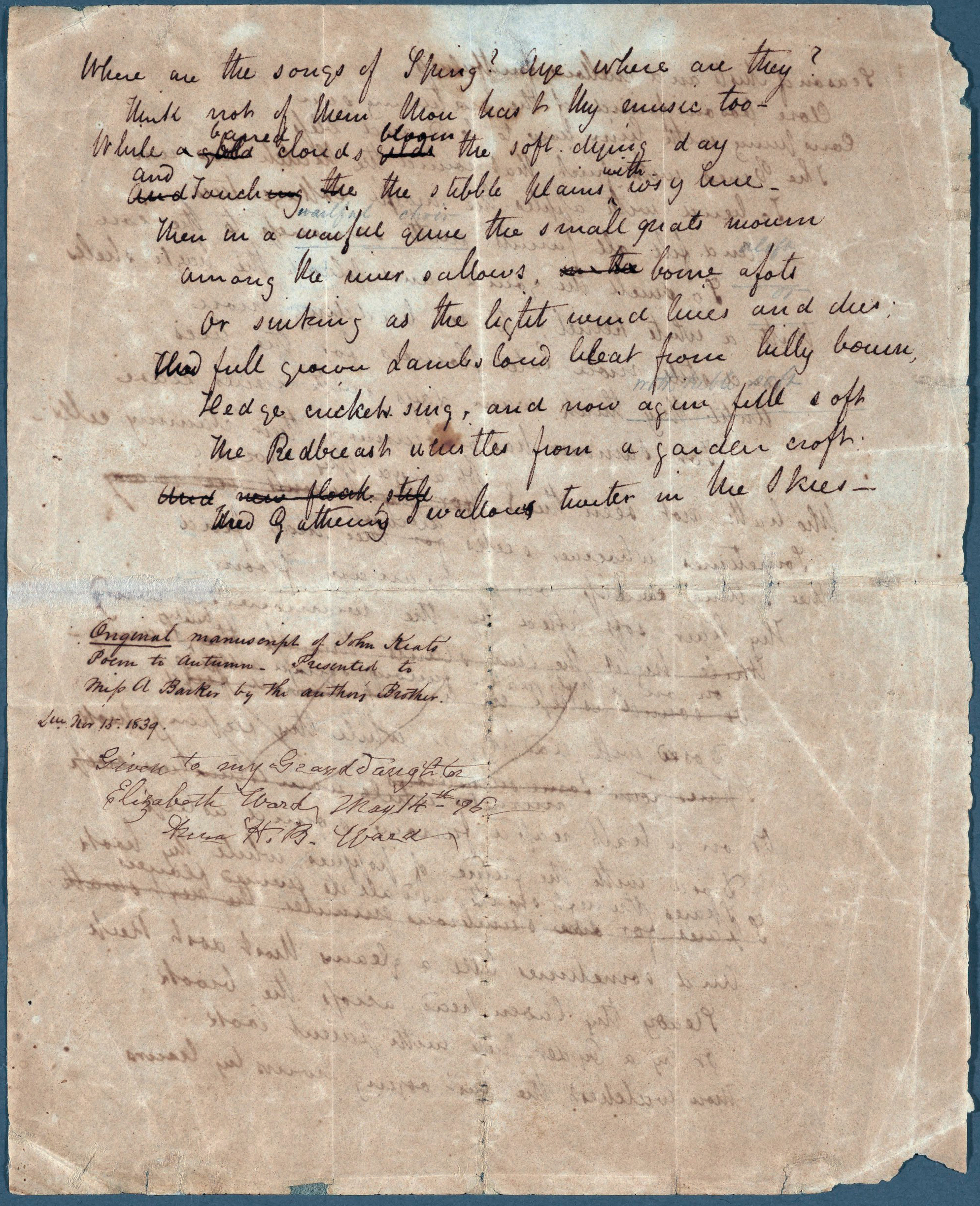
نسخة مخطوطة من الصفحة الثانية للقصيدة

## المواضيع
تصف القصيدة في مقاطعها الثلاثة، ثلاثة جوانب مختلفة للموسم: خصوبته، وعمله وانحداره النهائي. من خلال المقاطع، هناك تقدم من أوائل الخريف إلى منتصف الخريف ثم إلى بداية الشتاء. بالتوازي مع ذلك، تُصوّر القصيدة اليوم تحولًا من الصباح إلى بعد الظهر وحتى الغسق. ترتبط هذه التدرجات بالتحول من الإحساس باللمس إلى حاسة البصر ثم الصوت، مما يخلق تناظرًا ثلاثي الأجزاء غير موجود في قصائد كيتس الأخرى.
مع تقدم القصيدة، يتم تمثيل الخريف مجازيًا على أنه الشخص الذي يتآمر، وينضج الفاكهة، ومن يحصد، ويصنع الموسيقى. يمثل المقطع الأول من القصيدة الخريف باعتباره مشاركًا في تعزيز العمليات الطبيعية والنمو والنضج النهائي، وهما قوتان متعارضتان في الطبيعة، ولكنهما معًا يخلقان انطباعًا بأن الموسم لن ينتهي.

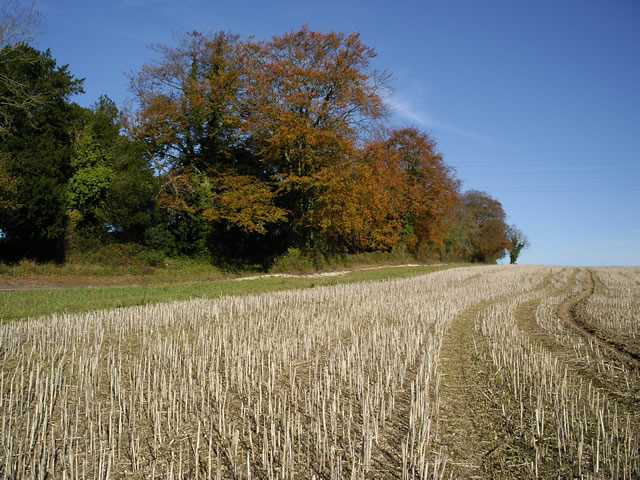
حَقْلٌ مَحْصُودُ، في مقاطعة هامبشاير

## الاستقبال النقدي
كان هناك إجماع نقدي وعلمي على إعلان «إلى الخريف» واحدة من أفضل القصائد في اللغة الإنجليزية. صنّفها ألغيرنون تشارلز سوينبورن مع «قصيدة على جرة إغريقية» باعتبارهما أفضل قصائد كيتس، كما أعلنت أيلين وارد أنها «قصيدة كيتس الأكثر كمالاً»؛ وقد صرح دوغلاس بوش بأن القصيدة «خالية من العيوب في التركيب والملمس والنبرة والإيقاع»؛ 
وصف هارولد بلوم، في عام 1961، قصيدة «إلى الخريف» بأنها «أجمل قصيدة قصيرة في اللغة الإنجليزية». بعد ذلك، قال والتر جاكسون بات، في عام 1963، أن «[...] كل جيل وجدها واحدة من أكثر القصائد شبه المثالية في اللغة الإنجليزية.» 
في عام 1997، لخص أندرو موشن وجهة النظر النقدية حول «إلى الخريف»: "غالبًا ما يُطلق عليها "أكثر قصائد كيتس... غير المضطربة"